# Wahlenbergia fernandeziana
Wahlenbergia fernandeziana är en klockväxtart som beskrevs av A.Dc. Wahlenbergia fernandeziana ingår i släktet Wahlenbergia och familjen klockväxter.
Artens utbredningsområde är Juan Fernández-öarna. Inga underarter finns listade i Catalogue of Life.